# Tunnel Farchant
Der Tunnel Farchant ist ein im Jahr 2000 eröffneter Straßentunnel in Bayern. Durch ihn führen die Bundesstraßen 2 und 23 sowie die Europastraße 533. Er ist Teil der Ortsumfahrung von Farchant und dem Garmisch-Partenkirchener Ortsteil Burgrain, die die beiden Orte vom Transitverkehr entlastet. Der Tunnel besteht aus zwei Röhren, von denen die östliche die Länge von 2390 m aufweist; die westliche Röhre ist mit 2275 m etwas kürzer.

## Geschichte
Im Jahr 1964 wurden Pläne bekannt, die A 95 von München nach Garmisch-Partenkirchen zu bauen. Ursprünglich war eine Trassenführung entlang des Estergebirges, also an der Ostseite des Loisachtals, geplant. Diese Planungen wurden im Jahr 1989 allerdings dahin gehend geändert, die bestehende Bundesstraße 2 auszubauen.
Im Jahr 1994 wurde die europaweite Ausschreibung des Tunnelbaus durchgeführt, und im darauf folgenden Jahr begannen die Bauarbeiten. Da die Baukosten nicht aus dem laufenden Haushalt bezahlt werden konnten, beschloss man, den Tunnel privat vorzufinanzieren. Die Rückzahlung dieser Kredite war bis 2015 vorgesehen.
Der Tunnel wurde durch die ARGE Ortsumgehung Farchant, bestehend aus Bilfinger Berger und Hochtief, gebaut.
Im Juni 2000 wurde der Tunnel dem Verkehr übergeben.
Beim ADAC-Tunneltest 2001 erreichte der Tunnel die Gesamtnote „sehr gut“ und ging so als sicherster Tunnel dieses Testes hervor.
Der Tunnel war zum Zeitpunkt seiner Fertigstellung der sechstlängste Straßentunnel Deutschlands und bis zur Fertigstellung des benachbarten Tunnel Oberau am 27. Mai 2022 der längste Straßentunnel des Freistaats Bayern.

## Verkehrsanbindung

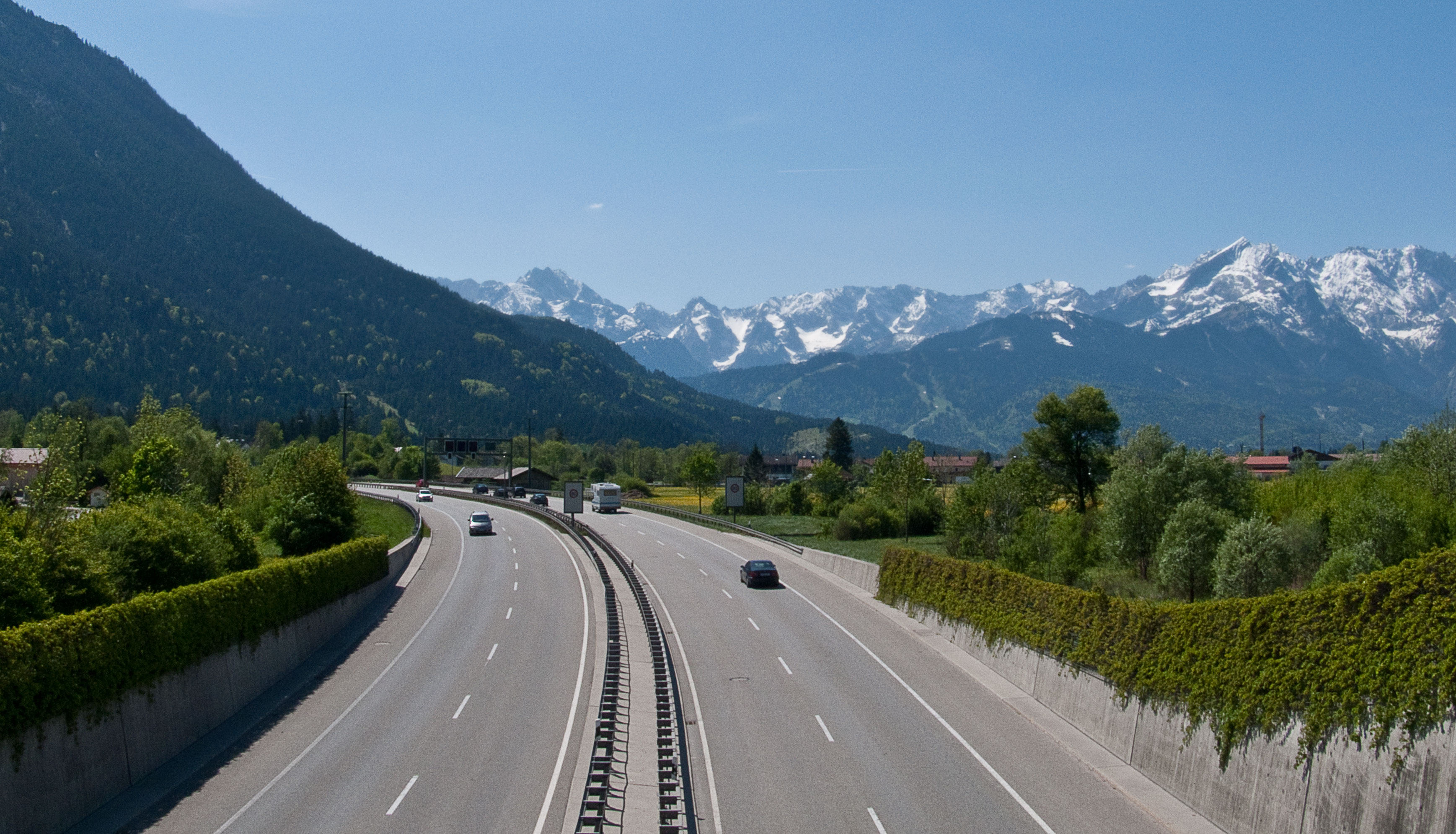
Zufahrt zum Nordportal

Der Tunnel ist Teil des geplanten 4-streifigen Ausbaus der Bundesstraße 2 zwischen dem Autobahnende der A 95 bei Eschenlohe und Garmisch-Partenkirchen. Im Zuge dieses Ausbaus waren noch zwei weitere Tunnel in Planung, der Tunnel Oberau und der Auerbergtunnel. Der Tunnel Oberau befand sich seit 1. September 2015 in Bau und wurde am 26. Mai 2022 eröffnet. Mit den Bauarbeiten des Auerbergtunnels wurde am 21. August 2021 begonnen.
Unmittelbar südlich des Tunnels zweigt die Bundesstraße 23 nach Westen ab und erreicht nach etwa 1,5 km die Baustelle des Kramertunnels.
Im weiteren Verlauf der Bundesstraße 2 in Richtung Mittenwald ist mit dem Wanktunnel ein weiterer Tunnel zur Entlastung von Partenkirchen in Planung.

## Nachrüstung
Obwohl der Tunnel 2001 noch zum sichersten Tunnel des ADAC-Tunneltest erklärt worden war, erfüllte er im Jahr 2012 nicht mehr die gültigen Sicherheitsvorschriften. Deshalb beschloss die Autobahndirektion Südbayern, den Tunnel für 13 Millionen Euro nachzurüsten. So soll die Zahl der Rettungsquerschläge von drei auf sieben erhöht werden und so der ursprünglich relativ große Abstand zwischen ihnen reduziert werden. Der große Abstand wurde bereits beim Tunneltest 2001 kritisiert. Außerdem werden die technischen Anlagen erneuert und verschiedene Maßnahmen zur Erhöhung der Verkehrssicherheit durchgeführt.
Für den Umbau wurden zwei Jahre Bauzeit veranschlagt, wobei in den Wintermonaten nicht gebaut werden kann. Ursprünglich sollten die Arbeiten 2012 beginnen, wegen Problemen mit der Baufirma  musste der Beginn auf das Jahr 2013 verschoben werden, so dass seinerzeit mit einer Fertigstellung im November 2014 gerechnet wurde.